# Franciszek Aleksander Podoski
Franciszek Aleksander Podoski herbu Junosza (ur. ok. 1720 r., zm. 29 października 1792 r.) – duchowny, polityk, starosta rypiński, kasztelan ciechanowski, kasztelan mazowiecki; pisarz polityczny i tłumacz, kawaler maltański (w zakonie przed 1789 rokiem), komandor maltański.

## Życiorys
Był uczniem kolegium jezuickiego w Braniewie. W latach 1739–41 studiował w rzymskim Collegium Nazarenum teologię, filozofię i prawo. Był kanonikiem katedry płockiej, porzucił jednak duchowieństwo i rozpoczął karierę polityczną. W 1743 r. ukazał się w druku jego pierwszy wiersz. W 1746 r. został starostą rypińskim. Kilkakrotnie był deputatem na Trybunał Radomski, w 1761 r. pełnił funkcję marszałka tegoż. Poseł na sejm 1762 roku z ziemi ciechanowskiej. Poseł ziemi ciechanowskiej na sejm konwokacyjny 1764 roku i na 1766 roku. Był posłem na Sejm z województwa płockiego i z ziemi ciechanowskiej. Członek konfederacji 1773 roku.
Był również autorem pierwszego polskiego przekładu Don Kichota Miguela de Cervantesa (z języka francuskiego).